# Saison 1 de Mission impossible
 (septembre 2024).
Chronologie
Saison 2

## Distribution

### Personnages principaux
- Steven Hill (VF : Claude Joseph) : Daniel « Dan » Briggs
- Barbara Bain (VF : Françoise Fabian et Paule Emanuele) : Cinnamon Carter
- Greg Morris (VF : Bachir Touré puis Med Hondo) : Barney Collier
- Peter Lupus (VF : Serge Sauvion puis Michel Derain et Pierre Fromont) : Willy Armitage
- Martin Landau (VF : Jacques Degor) : Rollin Hand
- Bob Johnson : Voix du message

## Épisodes

### Épisode 1:Complot à Santa Costa
- États-Unis : 17 septembre 1966
- France : à renseigner

- Wally Cox (Terry Targo)
- Harry Davis (Alisio)

### Épisode 2:Mémoire
- États-Unis : 24 septembre 1966
- France : à renseigner

- Albert Paulsen (Joseph Baresh)
- Leonard Stone (Dimitri Soska)

### Épisode 3:Opération Rogosh
- États-Unis : 1er octobre 1966
- France : à renseigner

- Fritz Weaver (Rogosh)

### Épisode 4:Les baladins de la liberté [1/2]
- États-Unis : 8 octobre 1966
- France : à renseigner

- Mary Ann Mobley (Crystal Walker)
- Cyril Delevanti (Cardinal Vossek)

### Épisode 5:Les baladins de la liberté [2/2]
- États-Unis : 15 octobre 1966
- France : à renseigner

- Mary Ann Mobley (Crystal Walker)
- Cyril Delevanti (Cardinal Vossek)

### Épisode 6:Enjeux
- États-Unis : 22 octobre 1966
- France : à renseigner

- Nico Minardos (André Malif)
- Nehemiah Persoff (Prince Iben Kostas)

### Épisode 7:Élections à Valeria
- États-Unis : 29 octobre 1966
- France : à renseigner

- Percy Rodriguez (Capitaine Trez)
- Mark Lenard (Felipe Mora)

### Épisode 8:La rançon
- États-Unis : 5 novembre 1966
- France : à renseigner

William Read Woodfield
- Allan Balter

- Lin McCarthy (George Forrester)
- William Smithers (Egan)
- Joe Mantell (Gorman)

### Épisode 9:La guerre était au bout du fil
- États-Unis : 12 novembre 1966
- France : à renseigner

- Richard Devon (Gulik)
- Warren Vanders (Holbeck)
- Michael Shea (en) (Pieter Stakovar)

### Épisode 10:Meurtre en différé
- États-Unis : 19 novembre 1966
- France : à renseigner

William Read Woodfield
- Allan Balter

- George Takei (Roger Lee)
- Arthur Hill (Janos Passik)

### Épisode 11:Médium
- États-Unis : 26 novembre 1966
- France : à renseigner

- Martine Bartlett (Ariana)
- Donald Davis (Poljac)
- Beatrice Straight (Martha)
- Frank Oberschall (Kroger)

### Épisode 12:Extradition
- États-Unis : 3 décembre 1966
- France : à renseigner

- Lloyd Bridges (Poltroni)
- Ken Renard (le directeur-adjoint)

### Épisode 13:Elena
- États-Unis : 10 décembre 1966
- France : à renseigner

- Barry Atwater (Dr Enero)
- Barbara Luna (Elena)
- Abraham Sofaer (Tomas de Cuarto)

### Épisode 14:Le conflit
- États-Unis : 17 décembre 1966
- France : à renseigner

- Albert Dekker (Colonel Shtemenko)
- Hans Gudegast (Andrei Fetyakov)
- Joseph Sirola (Suverin)
- Edward Colmans (Professeur Napolsky)

### Épisode 15:L'héritage
- États-Unis : 7 janvier 1967
- France : à renseigner

- Donald Harron (Ernst Graff)
- Lee Bergere (Alfred Kuderlee)
- Bill Fletcher (Brucker)
- Claude Woolman (Paul von Schneer)

### Épisode 16:Le choix
- États-Unis : 14 janvier 1967
- France : à renseigner

- Joseph Campanella (Cherlotov)
- John Colicos (Jankowski) (VF : Jacques Deschamps)
- Mala Powers (Karen Cherlotov)

### Épisode 17:Coup monté
- États-Unis : 21 janvier 1967
- France : à renseigner

William Read Woodfield
- Allan Balter

- Simon Oakland (Jack Wellman)
- Arthur Batanides (Tino)
- Joe Maross (Frank Bates)
- Joe De Santis (Scalisi)
- Mort Mills (Al Souchek)

### Épisode 18:Le jugement
- États-Unis : 28 janvier 1967
- France : à renseigner

- Carroll O'Connor (Josef Varsh)
- David Opatoshu (Anton Kudnov)
- Michael Strong (Barsky)
- Gail Kobe (Lisa Goren)

### Épisode 19:Le diamant
- États-Unis : 4 février 1967
- France : à renseigner

William Read Woodfield
- Allan Balter

- John van Dreelen (Henrik Durvard)
- Harry Davis (Van Meer)
- Woodrow Parfrey (Henks)

### Épisode 20:La légende
- États-Unis : 11 février 1967
- France : à renseigner

- Gunnar Hellstrom (Frederick Rudd)

### Épisode 21:Enfer à Boradur
- États-Unis : 18 février 1967
- France : à renseigner

Judith Barrows
- Robert Guy Barrows

- Ricardo Montalban (Gérard Sefra)
- Warren Kemmerling (Raff)
- Emile Genest (Dr Kronen)
- Steven Marlo (Faud)

### Épisode 22:Les aveux
- États-Unis : 25 février 1967
- France : à renseigner

William Read Woodfield
- Allan Balter

- Pat Hingle (McMillan)
- David Scheiner (Solowiechek)
- Kent Smith (Sénateur Townsend)

### Épisode 23:Silence, on tourne
- États-Unis : 4 mars 1967
- France : à renseigner

- Tom Troupe (David Day)
- J.D. Cannon (Miklos Klaar)

### Épisode 24:Le train
- États-Unis : 18 mars 1967
- France : à renseigner

William Read Woodfield
- Allan Balter

- William Windom (Milos Pavel)
- Rhys Williams (Premier ministre Larya)
- William Schallert (Dr Selby)
- Noah Keen (Général Androv)

### Épisode 25:Traitement de choc
- États-Unis : 25 mars 1967
- France : à renseigner

- James Daly (Wilson/Gort)
- Sorrell Booke (Peter Kiri)

### Épisode 26:Un morceau de sucre
- États-Unis : 1er avril 1967
- France : à renseigner

William Read Woodfield
- Allan Balter

- Francis Lederer (Brobin)
- Kurt Kreuger (Polya)

### Épisode 27:Le traître
- États-Unis : 15 avril 1967
- France : à renseigner

- Eartha Kitt (Tina Mara)
- Malachi Throne (Brazneck)
- Lonny Chapman (Hughes)
- Frank Marth (Koler)

### Épisode 28:Voyance
- États-Unis : 22 avril 1967
- France : à renseigner

William Read Woodfield
- Allan Balter

- Barry Sullivan (Alex Lowell)
- Milton Selzer (Vornitz)
- Richard Anderson (Juge Chase)
- Paul Mantee (Byron Miller)